# デリーの戦い (1737年)
デリーの戦い（デリーのたたかい、英語：Battle of Delhi）は、1737年3月28日にインドのデリーにおいて、ムガル帝国とマラーター王国の軍勢との間で行われた戦い 。ここでは軍事的な才能に長けたバージー・ラーオが勝利をつかんだ。

## 戦闘に至る経緯
1730年代、マラーター王国宰相バージー・ラーオは長期にわたる遠征を行い、ムガル帝国のマールワーといった中央インドなどに侵入していた。
1737年3月、バージー・ラーオはそこからさらに北上し、ムガル帝国の首都デリーに向けて進撃した。ムガル帝国は諸国に援軍を要請したが間に合わず、単独での戦闘を強いられることとなった。

## 戦闘とその後の経過
こうして、3月28日に帝国軍とマラーター王国軍がデリー近郊で激突した。帝国軍は単独であったものの、それでもアミール・ハーンなどを主将に25万の軍勢を集めていた。
だが、バージー・ラーオの軍事的才能がここで遺憾なく発揮され、それは帝国軍を大いに打ち破った。アウラングゼーブの死後ちょうど30年目のこの出来事は、ムガル帝国の衰退とマラーターの台頭を象徴していた。
帝都デリーを守る軍勢が敗北したことで、マラーターはその近郊で略奪を開始した。ミール・ハサン・コーカという武将の一人が8000の兵でバージー・ラーオを討とうとしたが、これは壊滅的な打撃をうけ、ハサン・コーカも逆に負傷した。
デリーの市中は攻め入られる危機にさらされ、皇帝はデリー城に閉じこもっていたが、辛くも難を逃れることが出来た。
帝国が要請していたニザーム王国など諸国の軍勢が集結しつつあるという報がバージー・ラーオのもとにもたらされたからある。このため、3月31日にバージー・ラーオは諸国の軍勢を迎え撃つため、すぐさま踵を返す形でデリーを離れた。
同年12月24日、バージー・ラーオ率いるマラーター王国軍はボーパールの地で連合軍を破り（ボーパールの戦い）、1738年1月7日にボーパール条約を締結し
、マールワーを割譲させた。